# 尾張精機
尾張精機株式会社（おわりせいき、英: Owari Precise Products Co., Ltd.）は、愛知県名古屋市東区に本社を置く、ねじ・精密鍛造品などの機械部品の製造業である。かつてはその技術を生かし、「ハイトリック」という商品名でゼンマイ駆動の蠅捕器を製造販売していた。

## 沿革
- 1906年（明治39年）5月 - 創業者三輪嘉兵衛により、愛知県名古屋市下笹島町において、尾張時計株式会社として設立される[2]。
- 1915年（大正4年）12月 - 創業時からの柱時計製造に加えて、はえ取り装置「ハイトリック」の製造販売を開始[2]。
- 1918年（大正7年） - 帝国機械製造株式会社を合併[WEB 3]。
- 1919年（大正8年）12月 - 「ハイトリック」特許権を買収する[2]。
- 1920年（大正9年）6月 - 東区葵町に工場を建設し、本社を移転[2]。
- 1939年（昭和14年）12月 - 名古屋市東区に矢田工場を設立[3]。
- 1943年（昭和18年）8月 - 社名を「尾張時計航空機工業株式会社」に変更[3]。
- 1944年（昭和19年） - 1月には津島市に津島工場、8月には瀬戸市に瀬戸工場を設立[3]。6月には本社を葵町工場内に移転[3]。
- 1945年（昭和20年） - 3月には矢田工場が名古屋大空襲により全焼[3]。8月には旧社名である「尾張時計株式会社」に復す[3]。
- 1961年（昭和36年） - 名古屋証券取引所市場第二部に株式を上場[WEB 4]。
- 1962年（昭和37年） - 現社名に変更[WEB 3]。
- 1992年（平成4年） - 旭工場にプラズマ溶射工場を新設。
- 1993年（平成5年） - 岐阜県美濃市美濃テクノパークに新工場用地を取得。
- 1994年（平成6年） - 株式会社江南螺子製作所（現・連結子会社）の株式買収（2016年（平成28年）8月 - 愛知県江南市から岐阜県各務原市に移転）。
- 1999年（平成11年） - ISO 9002認証を取得[WEB 3]。
- 2001年（平成13年） - QS-9000認証を取得。
- 2002年（平成14年） - ISO 14001認証を取得[WEB 3]。
- 2003年（平成15年） - ISO 9001:2000認証を取得。
- 2005年（平成17年） - 本社工場の冷間鍛造工場を改築[WEB 3]。
- 2006年（平成18年） - 創業100周年記念として、本社工場に「先人の碑」を建立。ISO/TS16949認証を取得[WEB 3]。
- 2009年（平成21年） - 株式会社旭鉄工所を子会社化。航空宇宙産業における国際規格JISQ9100の認証を取得[WEB 3]。
- 2012年（平成24年） - 子会社の株式会社守山製作所が同じく子会社の株式会社旭鉄工所を吸収合併[WEB 2]。
- 2013年（平成25年） - 美濃工場を増築し、建屋二階に株式会社美濃コーティング（現・連結子会社）を設立。
- 2016年（平成28年） - インドネシア共和国西ジャワ州に、PT.Owari Seiki Indonesiaを設立[WEB 3]。
- 2021年（令和3年） - ライジング・ジャパン・エクイティ傘下の株式会社プレサイス・プロダクツ・ホールディングスが、株式公開買付けにより議決権所有割合ベースで85.61%の株式を取得。日立金属及びトヨタ自動車が主要株主でなくなる[WEB 5]。4月13日に名古屋証券取引所市場第二部上場廃止[WEB 6]。

## 事業所
- 本社・本社工場 - 愛知県名古屋市東区[WEB 7]
- 旭工場 - 愛知県尾張旭市[WEB 7]
- 美濃工場 - 岐阜県美濃市[WEB 7]

## 関連会社
- 株式会社守山製作所[WEB 7]
- 株式会社江南螺子製作所[WEB 7]
- 株式会社美濃コーティング 100%[WEB 7]
- OSR,INC.（アメリカ）[WEB 7]
- Owari Precision Products（India）Private Limited（O.P.P.I.）（インド）[WEB 7]
- OWARI SEIKI（THAILAND）CO.,LTD（タイ）[WEB 7]
- PT.Owari Seiki Indonesia（インドネシア）[WEB 7]

### WEB
1. 1 2 3  尾張精機. “会社概要”. 2021年2月7日閲覧。
2. 1 2 3 4 5 6 7 8  “有価証券報告書 ‐ 第177期（平成31年4月1日 ‐ 令和2年3月31日）”.  EDINET. 2021年2月7日閲覧。
3. 1 2 3 4 5 6 7 8  尾張精機. “沿革”. 2021年2月7日閲覧。
4. ↑  名古屋証券取引所. “上場銘柄情報”. 2016年9月22日閲覧。
5. ↑  “株式会社プレサイス・プロダクツ・ホールディングスによる当社株式に対する公開買付けの結果並びに親会社、主要株主である筆頭株主及び主要株主の異動に関するお知らせ”.   尾張精機. 2021年2月7日閲覧。
6. ↑  名証一斉連絡 尾張精機名古屋証券取引所 2021年3月11日
7. 1 2 3 4 5 6 7 8 9 10  尾張精機. “生産拠点”. 2021年2月7日閲覧。

### 書籍
1. ↑  テレビ東京 1996, p. 188.
2. 1 2 3 4  尾張精機株式会社 100周年企画委員会 2006, p. 110.
3. 1 2 3 4 5 6  尾張精機株式会社 100周年企画委員会 2006, p. 112.